# Јаворје (Нови Винодолски)
Јаворје (хрв. Javorje) је насељено место у саставу града Новог Винодолског, Приморско-горанска жупанија, Хрватска.

## Историја
До територијалне реорганизације у Хрватској било је у саставу старе општине Цриквеница.

## Становништво
У попису становништва из 2011. године, Јаворје је имало 2 становника.
| Број становника према пописима | Број становника према пописима | Број становника према пописима | Број становника према пописима | Број становника према пописима | Број становника према пописима | Број становника према пописима | Број становника према пописима | Број становника према пописима | Број становника према пописима | Број становника према пописима | Број становника према пописима | Број становника према пописима | Број становника према пописима | Број становника према пописима | Број становника према пописима |
| ------------------------------ | ------------------------------ | ------------------------------ | ------------------------------ | ------------------------------ | ------------------------------ | ------------------------------ | ------------------------------ | ------------------------------ | ------------------------------ | ------------------------------ | ------------------------------ | ------------------------------ | ------------------------------ | ------------------------------ | ------------------------------ |
| 1857                           | 1869                           | 1880                           | 1890                           | 1900                           | 1910                           | 1921                           | 1931                           | 1948                           | 1953                           | 1961                           | 1971                           | 1981                           | 1991                           | 2001                           | 2011                           |
| 81                             | 0                              | 88                             | 100                            | 95                             | 112                            | 73                             | 85                             | 112                            | 88                             | 55                             | 23                             | 4                              | 4                              | 3                              | 2                              |

Напомена: Године 1869. подаци су садржани у насељу Јаков Поље.